# الحرب العثمانية البندقية (1537–1540)
الحرب العثمانية البندقية (1537-1540) أو الحرب العثمانية البندقية الثالثة، هي الحرب الثالثة من أصل سبعة حروب عثمانية - بندقية وقعت على مدى أربعة قرون، وهي الحرب الثانية خلال القرن 16، كما أنها الحرب العثمانية البندقية الأولى في فترة السلطان سليمان القانوني. نشأت الحرب من التحالف الفرنسي العثماني بين فرانسوا الأول ملك فرنسا والسلطان سليمان القانوني سلطان الإمبراطورية العثمانية، ضد شارلكان (كارلوس الخامس) حاكم الإمبراطورية الرومانية المقدسة. كانت الخطة الأولية للتحالف أن يغزوا معاً إيطاليا، بحيث يغزو فرانسوا الأول من خلال لومبارديا (بالإيطالية: Lombardia)‏ من الشمال، بينما يغزو سليمان القانوني من خلال بوليا (بالإيطالية: Puglia)‏ من الجنوب، ولكن هذا الغزو المقترح لم يتم تنفيذه.
اعتمد العثمانيون على التفوق البحري في حروبهم وأصبحوا القوة البحرية المهيمنة في البحر الأبيض المتوسط. وقعت أثناء هذه الحرب «معركة بروزة» البحرية (بالتركية: Preveze Deniz Muharebesi)‏ في 28 سبتمبر 1538م بين القوات البحرية العثمانية تحت قيادة خير الدين بربروس مقابل أسطول «العصبة المقدسة (1538)» تحت قيادة أندريا دوريا، وأسفرت عن انتصار ساحق للعثمانيين يُعد أحد أهم الانتصارات في التاريخ البحري العثماني.
وبنهاية هذه الحرب، تشتت وانفضّ شمل تحالف «العصبة المقدسة (1538م)» الذي قاده البابا بولس الثالث ضد الدولة العثمانية.

## الحرب الإيطالية

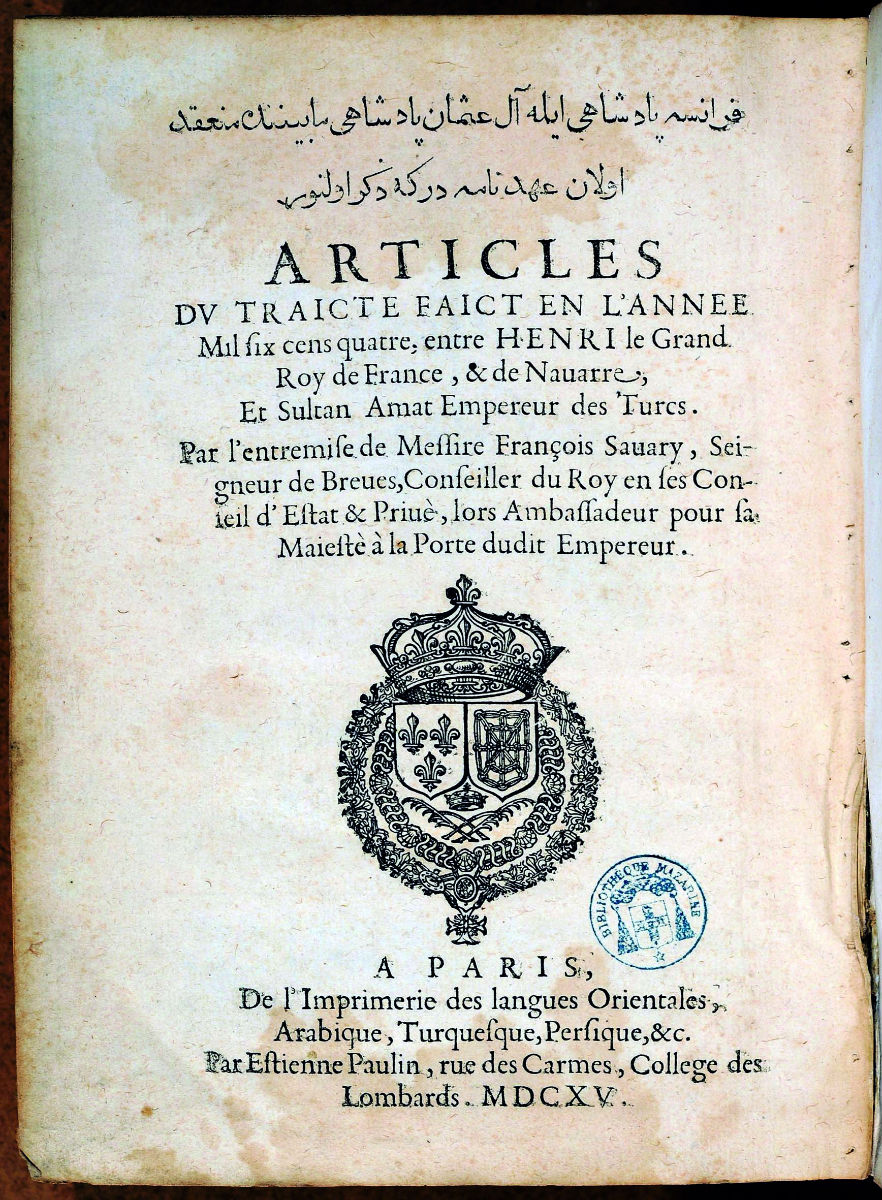
اتفاقية بين الدوليتن بالتركية و الفرنسية، نشرها فرانسوا سفاري دي برف سنة 1615 م.

في ما أصبح يُعرف بالحرب الإيطالية (1536-1538)، غزا فرانسوا الأول ملك فرنسا إقليم بييمونتي (بالإيطالية: Piemonte)‏ وحقق مكاسب إقليمية متواضعة، ولكن أوقفته جمهورية جنوة (بالإيطالية: Genova)‏، التي كانت حليفة لشارلكان. لم يستطع فرانسوا الأول وضع كل قواته للهجوم على مدينة جنوة إذ كان عليه أيضا أن يدافع بجزء آخر من قواته عن بروفنس الفرنسية المجاورة لإيطاليا لدرء غزو شارلكان لها. وفي الوقت نفسه، لم يكن السلطان سليمان القانوني مستعدا بعد للانخراط في غزو واسع النطاق لمملكة نابولي وبالتالي لم يمكنه إرسال مدد عسكري إلى فرانسوا الأول.
هبطت القوات العثمانية في أوترانتو (بالإيطالية: Otranto)‏ قادمة من معسكرها في فلوره (بالإيطالية: Vlorë)‏ في 23 يوليو 1537 ولكن تم سحب تلك القوات في غضون شهر عندما أصبح واضحا أن فرانسوا الأول لن يغزو لومبارديا. ورغم ذلك، فإن هبوط الجنود العثمانيين في بوليا ومداهماتهم لها، ووجود الأسطول العثماني الكبير في مضيق أوترانتو (مضيق أطرانط)، أثار مخاوف كبيرة في روما بأن غزو واسع النطاق سيتبعه.
وفي نفس الوقت، تصاعدت أزمة العلاقات بين جمهورية البندقية والدولة العثمانية أثناء حصار قلعة كليس (Klis) بمملكة كرواتيا (هابسبورج)، آخر معاقل هابسبورغ في دالماسيا (Dalmatia) والتي فتحها العثمانيون لاحقاً في آذار/مارس 1537م. خشيت الحكومة البندقية من هجوم |الجيش العثماني|القوات العثمانية]] على المدن الدلماسية، فلجأت إلى الجهود الدبلوماسية من أجل تجنب الحرب مع الدولة العثمانية.

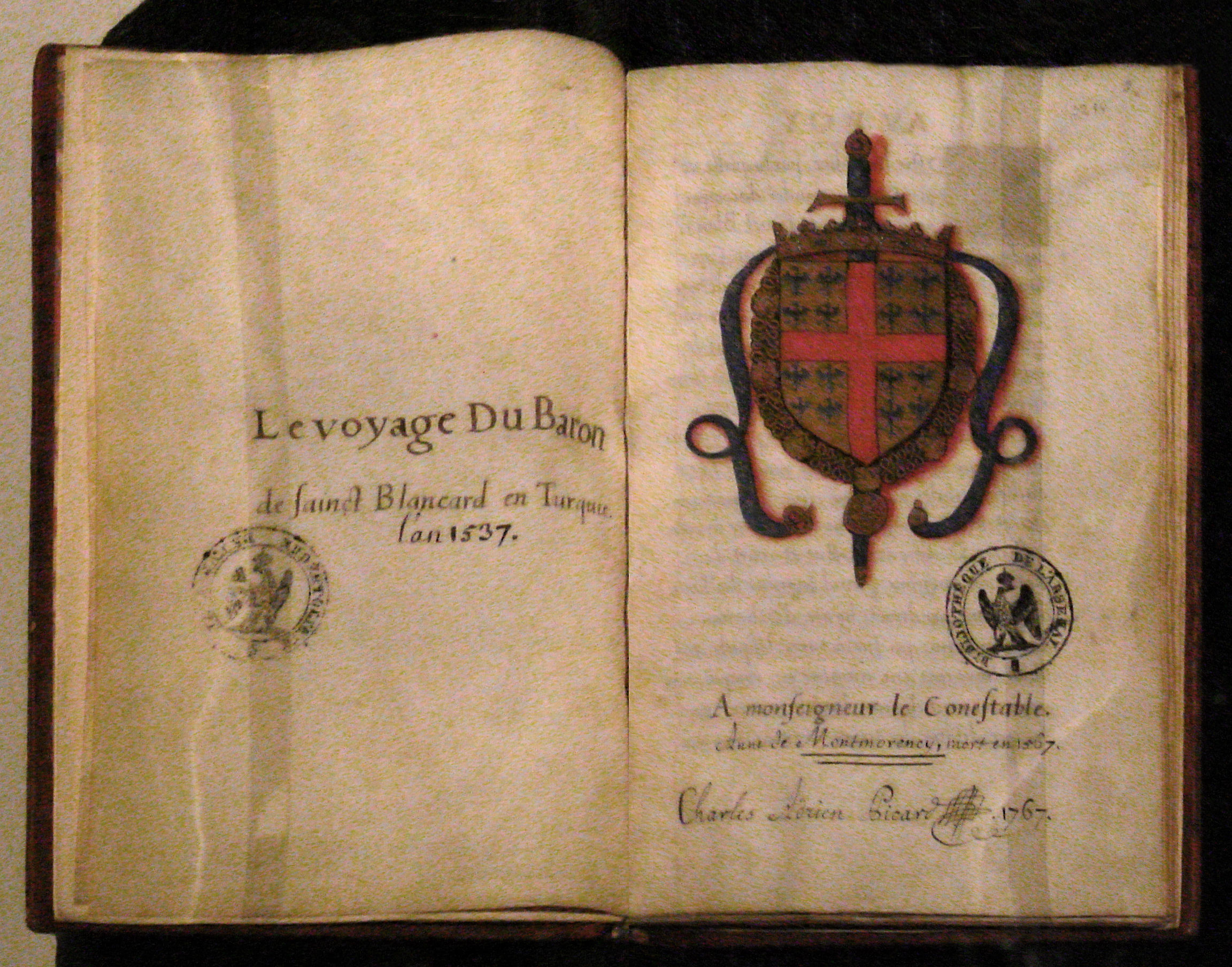
كتاب "رحلة البارون سان بلانكار" (Le Voyage du Baron de Saint Blancard en Turquie) الذي كتبه الرحالة والكاتب الفرنسي "جون دو لا فيجا" (Jean de la Vega) من القرن 16، حيث كان عضوا في أسطول «برتران دورنيسون» (Bertrand d'Ornesan) الذي تعاون مع العثمانيين تحت التحالف الفرنسي العثماني.

## حصار جزيرةكورفو
ازدادت مخاوف البندقية إثر مناوشة بحرية عثمانية مع أندريا دوريا، حيث فرض العثمانيون فجأة حصارا على جزيرة كورفو التابعة للبندقية في البحر الأدرياتيكي (حصار كورفو 1537)، وبالتالي نُقضت معاهدة السلام الموقعة مع البندقية في 1502م.

واجه العثمانيين على جزيرة كورفو شراسة مقاومة الدفاعات المصممة خصيصا لمواجهة المدفعية العثمانية، واستمر الحصار أقل من أسبوعين، ثم انسحبت قوات السلطان سليمان القانوني وعادت باتجاه الشرق لقضاء فصل الشتاء في أدرنة (Adrianople).

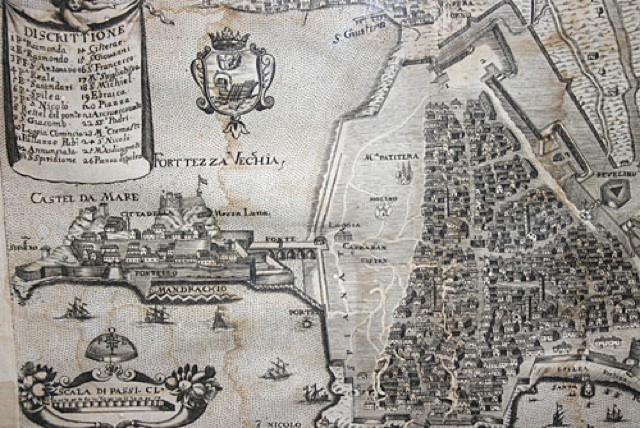
الأساطيل الفرنسية والعثمانية في حصار جزيرة كورفو، أوائل سبتمبر 1537م.

## العصبة المقدسة (1538)وهدنة نيس

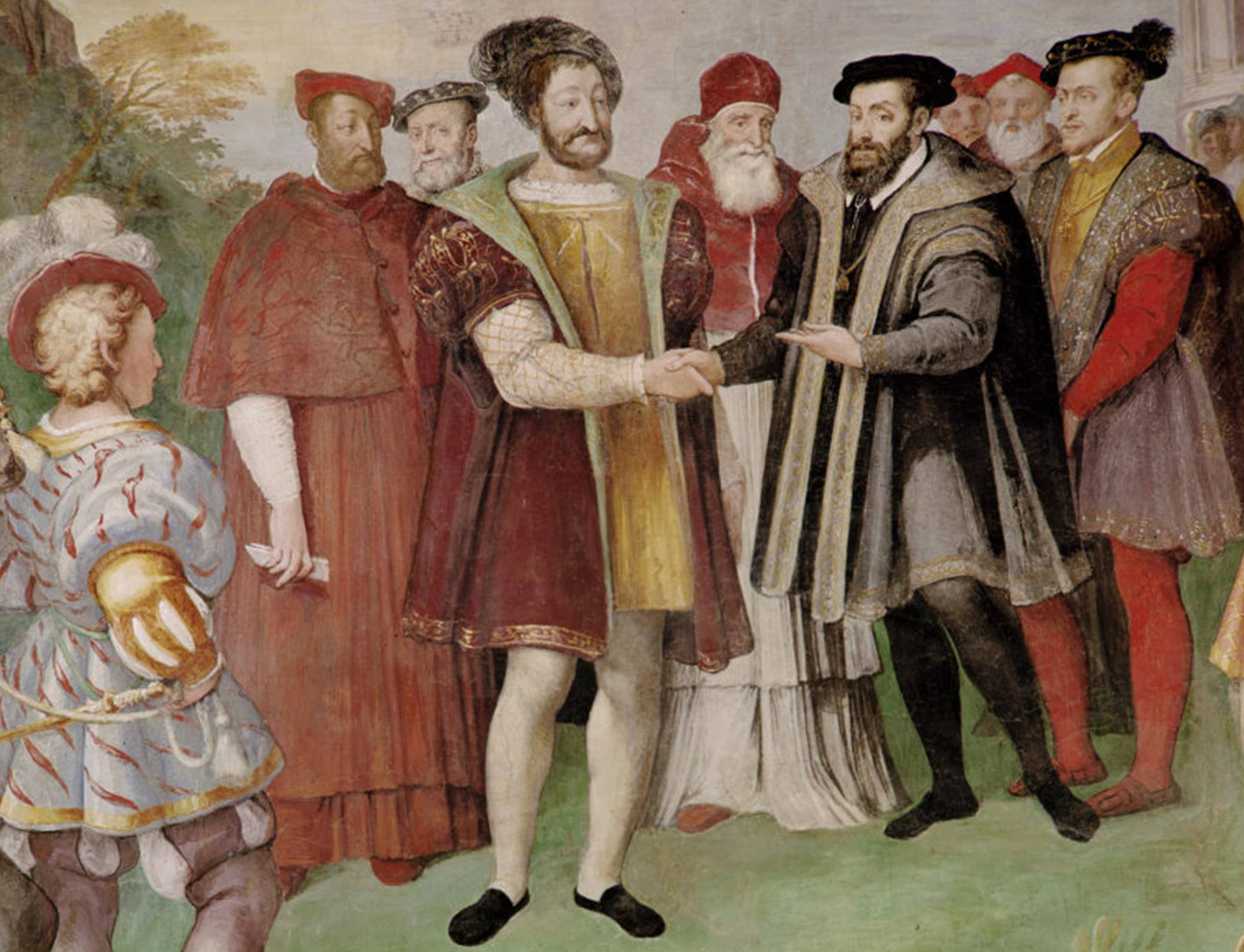
عُقدت "هدنة نيس" (Truce of Nice) بين فرانسوا الأول وشارلكان. رفض فرانسوا الأول مقابلة شارلكان شخصيا، وتم توقيع المعاهدة في غرف منفصلة.

دعت هذه الأحداث البابا بولس الثالث لتشكيل تحالف «العصبة المقدسة (1538م)» لقتال وردع الاعتداءات العثمانية المتوقعة في العام التالي. فاستطاع البابا بولس الثالث من خلال الدبلوماسية المكثفة أن يوقف الحرب بين شارلكان وفرانسوا الأول وأن يعقد بينهما «هدنة نيس» (Truce of Nice)، ثم أكد على الحصول على الدعم والتأييد من شارلكان.
انضمت جمهورية البندقية إلى «العصبة المقدسة (1538م)» ولكن على مضض، وبعد الكثير من النقاش في مجلس الشيوخ.
من أجل مواجهة بربروسا وسفنه التي قٌدرت بحوالي 120 سفينة قادس (galley) وفوستا (fusta)، استطاع تحالف «العصبة المقدسة» تجميع أسطول أكبر من حوالي 300 سفينة، منهم 162 سفينة قادس (galley) و140 من السفن الشراعية، وتجميعهم بالقرب من جزيرة كورفو، تحت قيادة القائد الأعلى لأسطول تحالف «العصبة المقدسة» الأميرال أندريا دوريا من جنوة، والذي كان آنذاك في خدمة الإمبراطور شارلكان.

## الفتوحات البحرية العثمانية
نما حجم الأسطول العثماني إلى حد كبير جدا كما ازدادت كفائته خلال القرن 16 وأصبح تحت رئاسة القبطان البحري المحنك (باش قبودان) خير الدين بربروسا باشا (ذو اللحية الحمراء) قائد عام جميع الأساطيل البحرية للخلافة العثمانية.

### فيبحر إيجه
في صيف عام 1538 أدار العثمانيون انتباههم إلى ما تبقى من ممتلكات جمهورية البندقية في بحر إيجه، فاستولوا على جزر أندروس، ناكسوس، باروس، وسانتوريني، بالإضافة إلى آخر مستوطنتين باقيتين في يد جمهورية البندقية في شبه جزيرة بيلوبونيز: مونيمفاسيا (Monemvasia) ونافبليو (Nafplio).

### فيالبحر الأدرياتيكي
تحول تركيز العثمانيين بعدها إلى البحر الأدرياتيكي. وفي تلك المياة التي تعتبر موطن البنادقة، ومن خلال الجمع بين استخدام البحرية العثمانية والجيش العثماني في ألبانيا، استولى العثمانيون على سلسلة من الحصون في دالماسيا وأحكموا سيطرتهم هناك.
كانت أهم معركة في هذه الحرب هي معركة بروزة.

### معركة بروزة البحرية

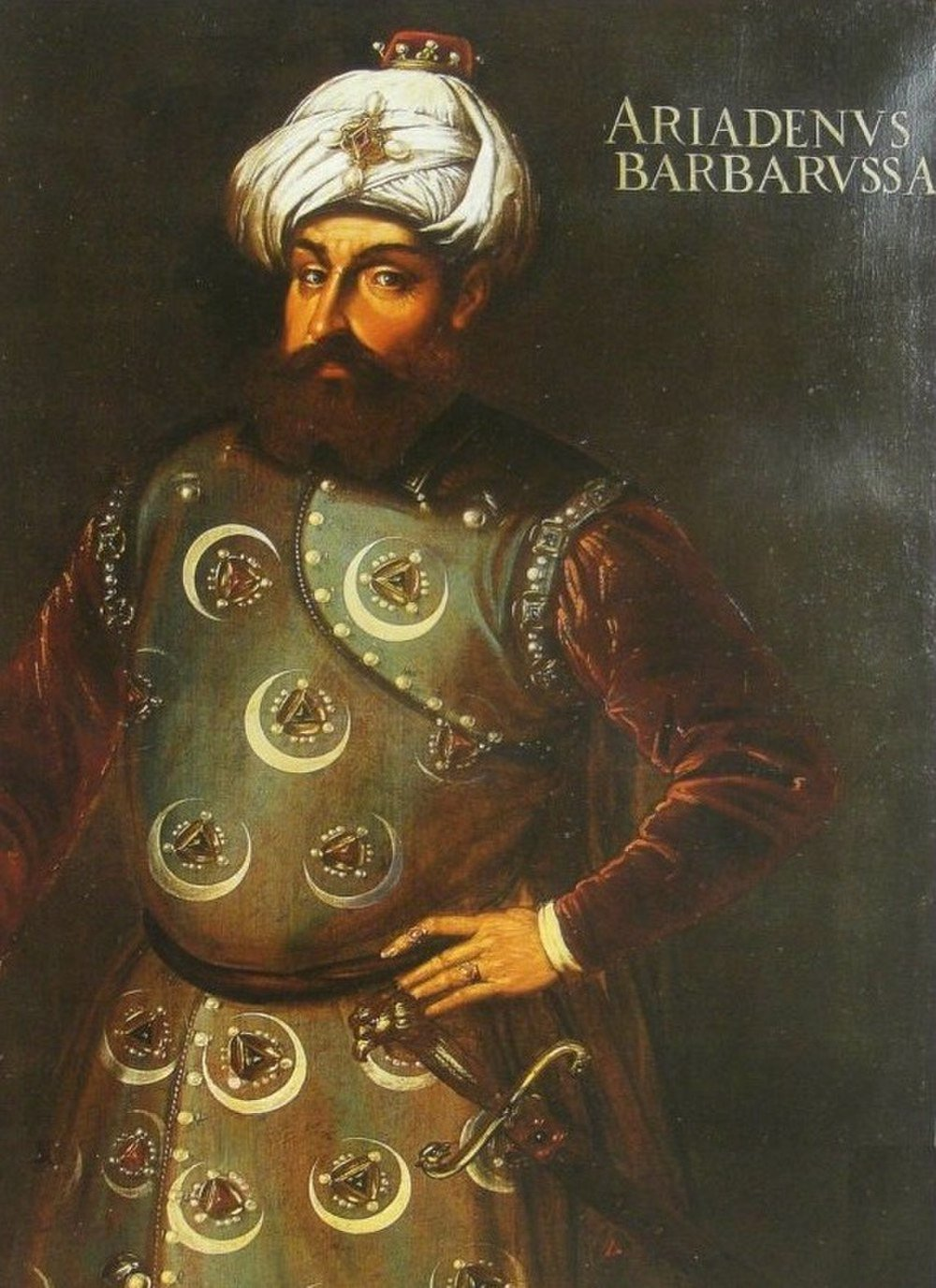
خير الدين بربروس باشا.

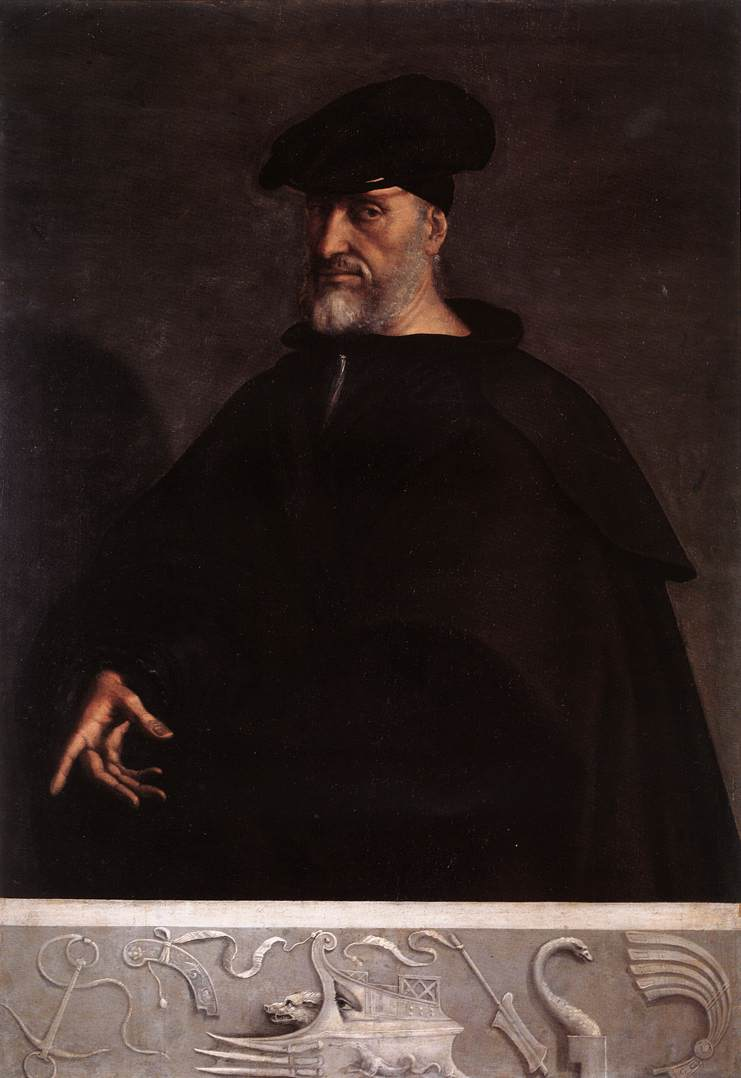
أندريا دوريا.

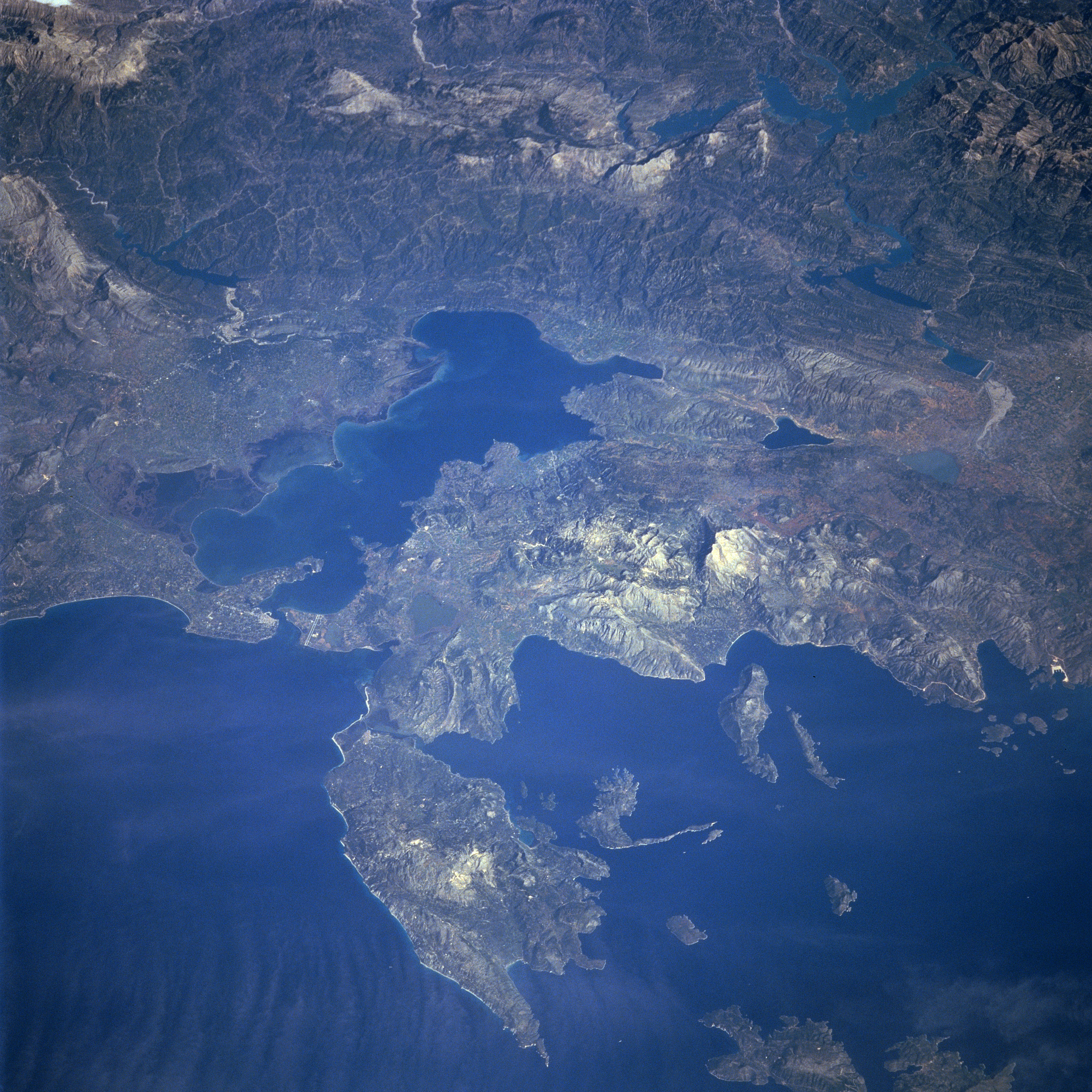
خليج أكتيوم أو خليج أمفراكيكوس، الواقع غرب اليونان الحالية، والذي وقعت فيه معركة بروزة عام 1538م، ومعركة أكتيوم عام 30 ق.م. صورة من الفضاء عام 1994م (اتجاه الشمال ليس أعلى الصورة).

بعد أن نجح أندريا دوريا القائد الأعلى لبحرية جنوة في الإستيلاء على مدينة كوتور الساحلية في الجبل الأسود، حصر أسطول خير الدين بربروسا في «خليج أكتيوم» (Ambracian Gulf أو Gulf of Arta أوGulf of Actium أو Amvrakikos Gulf) وهو نفس الخليج الذي دارت فيه معركة أكتيوم البحرية عام 31ق.م. ولكن في الواقع كانت تلك ميزة كبيرة لخير الدين بربروسا إذ إنه كان مدعوماً بالجيش العثماني الموجود في بروزة، بينما كان خصمه أندريا دوريا غير قادرٍ على شن هجوم عام خوفاً من المدفعية العثمانية فاضطر إلى الانتظار في البحر المفتوح. نهاية المطاف بدأ أندريا دوريا التراجع والانسحاب في الوقت الذي شن فيه بربروسا هجوما كبيراً أدى لنصر عثماني ضخم.
أدت هذه المعركة، وكذلك حصار كاستيلنوڤو (Castelnuovo) عام 1539، إلى وقف خططِ "العصبة المقدسة" (1538) لنقل الحرب إلى الأراضي العثمانية، بل أسهمت بإقناع البندقية لبدء محادثاتٍ لإنهاء الحرب. كانت تلك الحرب مؤلمةً بشكلٍ خاصٍّ لجمهورية البندقية لأنها أفقدتها معظم ما تبقى لها من ممتلكاتها الخارجية، وأظهرت لها أنها لم تعد قادرةً على مجابهة البحرية العثمانية وحدها.

وقعت المعركة في 28 سبتمبر 1538، وكان سنان ريس، وجعفر ريس، وشعبان ريس في القلب مع خير الدين بربروس فضلاً عن ابنه حسن ريس (لاحقاً حسن باشا)، وكان سيدي علي ريس قائد الميسرة، وصالح ريس قائد الميمنة.

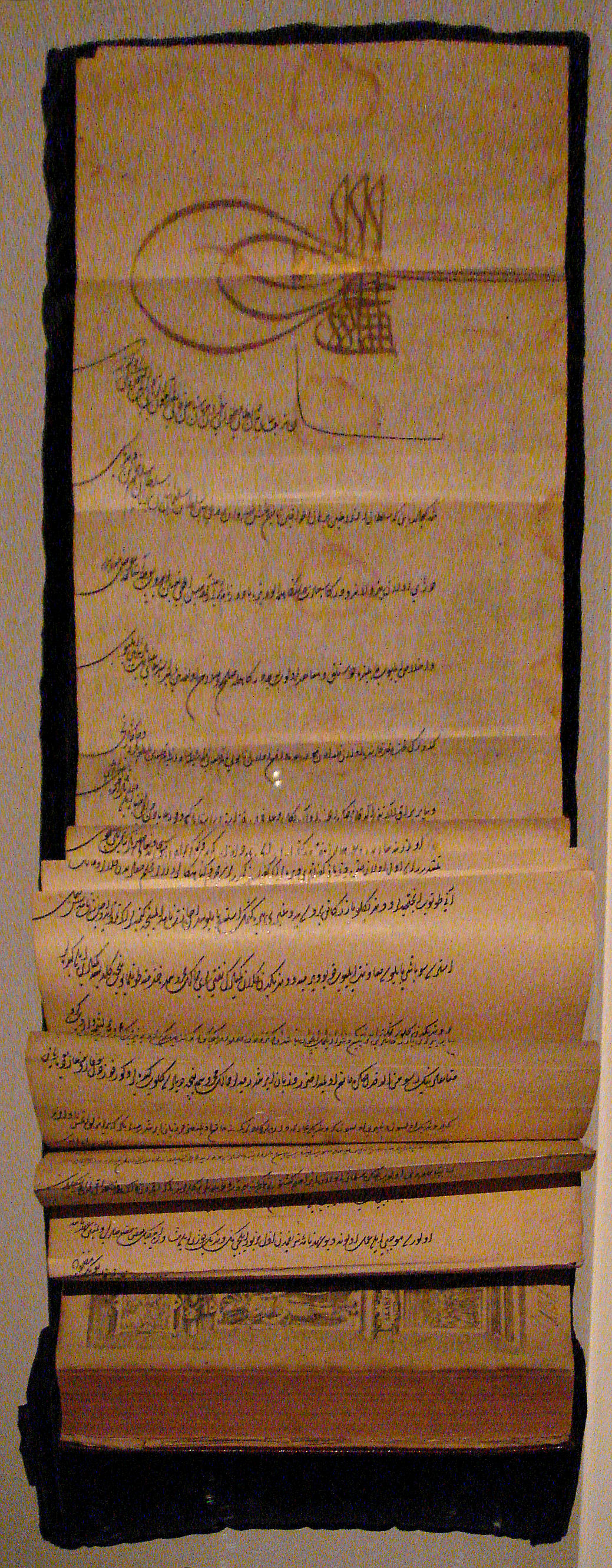
وُقعت وثيقة معاهدة التجارة بين البندقية والإمبراطورية العثمانية في 2 تشرين الأول / أكتوبر 1540م عقب انتهاء الحرب العثمانية–البندقية.

## المعاهدة العثمانية البندقية
بعد انتهاء الحرب، وُقعت «معاهدة» أو «وثيقة استسلام» بين جمهورية البندقية والإمبراطورية العثمانية لإنهاء الحرب في 2 أكتوبر 1540م، وفتح التجارة بين البندقية والدولة العثمانية.
تم التوقيع على اتفاقية امتياز في2 أكتوبر 1540 لاستئناف التجارة بين الغرب والشرق بعد الحرب وتنشيط التجارة بين البندقية والإمبراطورية العثمانية. وقد تضمنت الاتفاقية امتيازات أعطيت للبندقية بعد استسلامها للإمبراطورية العثمانية.
في الفترة ما بين بداية الحرب العثمانية البندقية الثانية عام 1499م ونهاية هذه الحرب في 1540م، أحرزت الإمبراطورية العثمانية تقدما كبيرا في المناطق النائية خلف ساحل دلماسيا. لم يحتل العثمانيون المدن البندقية، ولكنهم استولوا علي ممتلكات مملكة المجر في كرواتيا ما بين سكاردين (Skradin) وكارين (Karin)، وجعلها منطقة عازلة بين الدولة العثمانية وأراضي جمهورية البندقية.
تأثر اقتصاد المدن البندقية في دالماسيا بشدة بسبب استيلاء العثمانيين علي المناطق النائية في الحرب السابقة، ولكنه تعافى وظل ثابتا حتى خلال هذه الحرب.

## معرض الصور
|  |  |  |